# Resident Evil 2
Resident Evil 2, in Japan als Biohazard 2 (jap. バイオハザード2, trans. Baiohazādo 2, Biohazard 2) bekannt, ist ein 1998 erschienenes Computerspiel von Capcom. Der Titel ist dem Survival-Horror-Genre zuzuordnen und legte als Fortsetzung des erfolgreichen Resident Evil den Grundstein für den Ausbau zur Serie. 2019 erschien ein gleichnamiges Remake.

## Veröffentlichungen
In den USA wurde Resident Evil 2 am 21. Januar 1998 veröffentlicht, die japanische Version folgte am 29. Januar, Europa am 8. Mai desselben Jahres. Zunächst für Sonys PlayStation veröffentlicht, folgten Umsetzungen für Nintendo 64, Sega Dreamcast, Nintendo GameCube, PC und den Handheld Game.com von Tiger Electronics. Resident Evil 2 wurde in Deutschland von der damaligen Bundesprüfstelle für jugendgefährdende Schriften am 30. Mai 1998 indiziert. Capcom brachte daraufhin noch einige zensierte Fassungen auf den Markt, die jedoch auch indiziert wurden. Im März 2014 wurde das Spiel vorzeitig wieder vom Index heruntergenommen. Nach einer Neuprüfung der USK wurde das Spiel ungeschnitten ab 16 Jahren freigegeben.

## Handlung
Zwei Monate nach dem Vorfall im Herrenhaus schickt die Umbrella Corporation eine eigene Spezialeinheit aus, um den von William Birkin neu entwickelten G-Virus zu stehlen. Kurz nach der fehlgeschlagenen Aktion breitet sich das Virus in ganz Raccoon City aus. Nachdem Chris Redfield, ein Hauptcharakter des ersten Teils, kurz nach seinem Einsatz im Herrenhaus spurlos verschwindet, macht sich seine Schwester Claire Redfield nach Raccoon City auf, um dort nach ihrem Bruder zu suchen. Sie weiß zu diesem Zeitpunkt noch nicht, dass die dortigen Bewohner bereits zu blutrünstigen Zombies mutiert sind. Gleichzeitig trifft andernorts in der Stadt der frisch ausgebildete Polizist Leon Scott Kennedy ein, um seinen Dienst im örtlichen Revier anzutreten. Auch er wird von den dort herrschenden Zuständen überrascht. Nachdem beide Charaktere ersten Kontakt mit den lebenden Toten erfahren, treffen sie zufällig aufeinander und fliehen mit einem Streifenwagen in Richtung Polizeirevier. Durch einen Unfall werden beide allerdings wieder getrennt, schlagen sich jedoch unabhängig voneinander bis zum Polizeirevier durch. Es wird klar, dass William Birkin an der Erforschung des G-Virus beteiligt war. Da Claires Bruder Chris nicht aufzufinden ist und sie von dem Außeneinsatz im Herrenhaus erfährt, beschließen die beiden, aus der Stadt zu flüchten.
Die Flucht führt Claire und Leon in die Kanalisation Raccoon Citys, dem Ort, an dem der G-Virus freigesetzt wurde. Sie erreichen schließlich das Forschungslabor, in dem ihnen ein unterirdischer Bahnhof samt Zug zur Flucht aus der Stadt verhelfen soll.
Im Labor, dem Entwicklungsort des G-Virus, findet die Handlung mit dem Besiegen des mutierten William Birkin ihren Abschluss.
Claire, Leon und Sherry (die Tochter der Birkins) können aus der Stadt fliehen. Chris Redfield, Claires Bruder, bleibt allerdings weiterhin verschollen.

## Charaktere

### Spielbare Charaktere
- Leon S. Kennedy: Frischgebackener Absolvent der Polizeiakademie auf dem Weg zu seinem ersten Arbeitstag als Polizist in Raccoon City. Er ist der erste der zwei spielbaren Hauptcharaktere und wird im späteren Spielverlauf von Ada Wong unterstützt.
- Claire Redfield: Der zweite spielbare Hauptcharakter. Sie sucht in Raccoon City nach ihrem Bruder Chris Redfield, dem S.T.A.R.S.-Mitglied und Überlebenden des „Herrenhaus-Zwischenfalls“ aus dem Vorgängerspiel, und trifft im späteren Spielverlauf auf Sherry Birkin.
- Ada Wong: Im Spielverlauf trifft sie auf Leon S. Kennedy und der Spieler muss eine kurze Episode mit ihr spielen. Ihre Rolle ist undurchsichtig gehalten; zunächst gibt sie vor, ihren Freund zu suchen, im späteren Spielverlauf wird sie als Agentin enttarnt, die die Hinterlassenschaften der Umbrella Cooperation sichern soll.
- Sherry Birkin: Zwölfjährige Tochter von William und Anette Birkin. Sie wird von Claire Redfield gerettet und wie bei Leon und Ada muss der Spieler im Verlauf von Claires Szenario eine Episode mit ihr spielen. Sie wurde mit dem T-Virus infiziert, scheint jedoch als Einzige resistent dagegen zu sein.
- HUNK: Neben Leon, Claire und Sherry ist er der einzige, der lebend aus Raccoon City entkommt. "Hunk" ist ein anderes Wort für „unglaublich“ und außerdem ein Codename des Spezialagenten der Umbrella Security Service (U.S.S). Über ihn selbst ist nicht viel bekannt. Er hat den Auftrag eine Probe des G-Virus zu besorgen. Diesen Charakter muss man erst freispielen, indem man beim zweiten Szenario B ein bestimmtes Ranking erzielt.
- Tofu: Wie HUNK muss man diesen Charakter freispielen, indem beide Szenarien mit jeweils beiden Charakteren je zweimal durchgespielt werden müssen. Es handelt sich um einen wandelnden Tofublock, der zwar keine Beine, aber eine rechte und linke Hand hat. Er ist lediglich mit einem Messer bewaffnet und war eher als ein Scherz-Charakter der Programmierer gedacht. Man spielt mit ihm denselben Spielabschnitt wie mit HUNK.

### Nebencharaktere
- Dr. William Birkin: Erfinder des G-Virus, Ehemann von Anette und Vater von Sherry. Er hat sein ganzes Leben der Forschung am G-Virus gewidmet, als er jedoch von einer Umbrella Spezialeinheit gebeten wird, sein Werk auszuhändigen und dabei angeschossen wird, injiziert er sich selbst den G-Virus und wird zu einer Tyrant-ähnlichen B.O.W.
- Anette Birkin: Frau von William und Mutter von Sherry. Sie unterstützt ihren Mann bei der Erforschung des G-Virus. Allerdings vernachlässigt sie dabei ihre Tochter.
- Polizeichef Irons: Chef der Polizei von Raccoon City, der durch persönliche Geschäfte mit Umbrella überhaupt erst zum Polizeichef geworden ist. Im Verlauf des Spiels wird er als immer mehr in den Wahnsinn abgleitend dargestellt.
- Ben Bertolucci: Enthüllungsjournalist aus Raccoon City, der in den Vorfällen rund um den Virusausbruch seine großen Durchbruch wittert und daher an die Öffentlichkeit bringen will. Er hat sich selbst in einer Zelle im Polizeirevier eingeschlossen, damit die Zombies ihn nicht erwischen. Dort jedoch wird ihm vom mutierten William Birkin ein Embryo der G-Larve eingepflanzt, die schließlich aus seinem Körper hervorbricht und ihn dabei tötet.
- Marvin Branagh: Polizist aus Raccoon City, der zusammen mit seinen überlebenden Kollegen das Polizeirevier gegen die Flut von angreifenden Zombies zu verteidigen versuchte. Er wurde jedoch dabei selbst gebissen. Leon bzw. Claire finden ihn schwer verletzt im Polizeirevier, wo er den Spieler über die Ereignisse in der Stadt unterrichtet. Er erliegt schließlich seinen Verletzungen und mutiert zum Zombie, woraufhin der Spieler ihn töten muss.
- Robert Kendo: Ein Freund von Barry Burton und außerdem Besitzer des Waffengeschäfts, in das der Spieler sich zu Beginn des Spiels flüchtet. Er wird von Zombies getötet, als diese seinen Laden stürmen.
- Brad Vickers: Obwohl Chris Redfield ausgebildeter Pilot ist, ist er in dieser Position beim S.T.A.R.S. (Special Tactics And Rescue Service) Alpha Team eingesetzt worden. Außerdem ist er ein Computerexperte und für die IT-Sicherheit zuständig. Er konnte seinen Verfolger T-Nemesis nicht abschütteln und wurde infolgedessen von diesem getötet. Darauf streift Brad als Zombie durch das Polizeirevier. Um auf den zum Zombie mutierten Polizisten zu treffen, darf man auf dem Weg vom Startpunkt bis zum Polizeirevier keine Gegenstände einsammeln. Er trägt einen besonderen Gegenstand mit sich, den man an sich nehmen kann, sobald er endgültig stirbt.

## Spielmechanik
Das Spiel wird, wie schon der Vorgänger, aus der Third-Person-Perspektive gespielt, wobei sich die Spielfigur durch vorgerenderte, statische Schauplätze in wechselnden Ansichten bewegt. Es kann wahlweise aus der Sicht von Claire Redfield oder Leon Scott Kennedy gespielt werden. Je nachdem, für welche Figur man sich entscheidet, übernimmt der Spieler in einigen Teilen des Spiels auch die Kontrolle der beiden Figuren Sherry Birkin (als Claire) oder Ada Wong (als Leon). Das Spiel kann außerdem mit beiden Charakteren in je zwei Szenarien (A und B) gespielt werden, bei denen sich die Handlung leicht voneinander unterscheidet.

## Technik
Resident Evil 2 beinhaltet vorberechnete FMV-Sequenzen, die zur damaligen Zeit als "bahnbrechend" bezeichnet wurden.
Die Umsetzung für Nintendo 64 war das erste Spiel der Konsole, das auf einem 512 Mbit großen Modul veröffentlicht wurde.

## Analyse
In der japanischen Version wurden die Sterbeszenen entfernt, welche allerdings zuvor auf der beiliegenden Demo-CD von „Biohazard: Director’s Cut“ noch vorhanden waren.
Erstmals in der Serie sieht man den Protagonisten ihre Verletzungen an, was für den Spielverlauf sehr entscheidend ist, da der Spieler vor dem baldigen Tod seiner Figur gewarnt wird. Während sich die Spielfigur im ersten Teil bis zum Ableben von ihren Verletzungen nicht beeindruckt zeigt, krümmt sich der Charakter im zweiten Teil bereits bei leichten Verletzungen. Bei schweren Verletzungen beginnt die Figur sogar zu humpeln. Dies beeinträchtigt allerdings auch die Bewegungsfreiheit des Charakters erheblich. Außerdem ist es nun möglich, Waffen mit zusätzlichen Bauteilen zu modifizieren, um deren Feuerrate und Durchschlagskraft zu erhöhen.

## Remake
Am 12. August 2015 wurde über YouTube angekündigt, dass an einem Remake gearbeitet wird. Zwei Wochen vorher wurden Fans auf der offiziellen Facebook-Seite noch gefragt, in welche Richtung ein mögliches Resident-Evil-2-Remake gehen sollte. Im Rahmen der E3 2018 wurde das Remake weltweit für den 25. Januar 2019 für die PlayStation 4, Xbox One und Windows angekündigt.
Das Remake bleibt dem Horror treu und bekommt eine neue Schulter-Kamera und 4K-Grafik für ein noch intensiveres Spielgefühl. Auch gegen Mr. X wird wieder in den Kampf gezogen.